# Sven Daigger
Sven Daigger (* 1984 in Eberbach) ist ein deutscher Komponist und Musiktheoretiker. Er komponiert Werke für Musiktheater, Orchester, Kammer-, Tanz- und Vokalmusik und für den Rundfunk.

## Leben
Sven Daigger studierte Komposition bei Peter Manfred Wolf, Adriana Hölszky und Wolfgang Rihm in Rostock, Salzburg und Karlsruhe. Darüber hinaus studierte er Musiktheorie bei Birger Petersen, Jan Philipp Sprick und Benjamin Lang. 2012 schloss er sein Diplom mit Auszeichnung ab. Daigger erhielt zahlreiche Aufträge, unter anderem von der Deutschen Oper Berlin, der Deutschen Kammerphilharmonie Bremen, dem Gewandhausorchester Leipzig, dem Staatstheater Cottbus, der Staatsoper Hamburg, dem Hessischen Rundfunk, dem Südwestrundfunk, dem Mitteldeutschen Rundfunk, dem Heidelberger Frühling und den Festspielen Mecklenburg-Vorpommern.
Daigger unterrichtet als Lehrkraft für besondere Aufgaben an der Hochschule für Musik Franz Liszt Weimar und als Lehrbeauftragter für Musiktheorie an der Hochschule für Musik Hanns Eisler Berlin. Weitere Lehrerfahrungen sammelte er als Lehrbeauftragter an Universitäten und Hochschulen in Mainz, Weimar und Rostock.
Sven Daigger lebt in Berlin und Weimar. Seine Werke werden im In- und Ausland aufgeführt.

## Auszeichnungen
- Ausgewählt beim Ideenwettbewerb „Mikrokompositionen“ vom MDR Klassik (2020)
- Finalist TONALi 2020
- 2. Preis beim Kompositionswettbewerb für Orchester der 19. Weimarer Frühjahrstagung für zeitgenössische Musik (2018)
- Neue Szenen IV Internationaler Kompositionswettbewerb der Deutschen Oper Berlin und der Hochschule für Musik Hanns Eisler Berlin (2017)
- Komponistenresidenz Villa Wasmuth durch das Beethoven-Haus in Bonn (2013)
- Erster Preis beim Kompositionswettbewerb „2011 Earplay Donald Aird Memorial Composer Competition“, USA (2011)
- Erster Preis beim Kompositionswettbewerb „recherche“, Österreich (2011)

## Stipendien
- Aufenthaltsstipendium im Künstlerhaus Lukas Ahrenshoop (2017)
- Arbeitsstipendium des Berliner Senats (2016)
- Baldreit-Stipendium der Stadt Baden-Baden (2015 – 2016)
- Stipendiat der Akademie des Heidelberger Frühlings 2015
- Stipendiat der „Akademie Musiktheater Heute“ der Deutschen Bank Stiftung (2013 – 2015)
- Caspar David Friedrich Stipendium (2013 – 2014)
- Stipendiat der ad infinitum foundation (2010 – 2011)

## Aufträge
- Oper/Orchester: Komische Oper Berlin, Deutsche Oper Berlin, Deutsche Kammerphilharmonie Bremen, Eroica Berlin, Gewandhausorchester Leipzig, junge norddeutsche philharmonie, Staatstheater Cottbus, Staatsoper Hamburg
- Rundfunk: Hessischer Rundfunk, Südwestrundfunk, Mitteldeutscher Rundfunk
- Festivals/Institutionen: Heidelberger Frühling, Festspiele Mecklenburg-Vorpommern, TONALi, Deutscher Musikrat, Universität Rostock/hmt Rostock, Alanus Hochschule für Kunst und Gesellschaft, Staatliches Museum Schwerin
- Ensembles: Zafraan Ensemble, Susan und Sarah Wang, Liedduo Lackner & Lichtwark

## Aufführungen
Sven Daiggers Kompositionen wurden bei Festivals wie dem Heidelberger Frühling, den Festspielen Mecklenburg-Vorpommern, San Francisco International Arts Festival, Salzburg Biennale, Zeitgenuss Karlsruhe, Contemporary Art Festival Budapest, Weimarer Frühjahrstagung für zeitgenössische Musik, ARD Musikwettbewerb München, „Brücken“ - Festival für Neue Musik in Mecklenburg-Vorpommern, Mendelssohn Bartholdy-Festival Rostock / Paris und bei MainzMusik aufgeführt.
Zudem führten SWR JetztMusik im Konzerthaus Ravensburg, die Volksbühne Berlin, Deutsche Oper Berlin, Staatsoper Hamburg, Gewandhaus Leipzig, Konzerthaus Berlin, Badische Staatstheater Karlsruhe, Staatstheater Cottbus, Oper Frankfurt, Hill Auditorium, Ann Arbor (Michigan), Beethovenhaus Bonn und Zeitgenuss Karlsruhe seine Werke auf.

## Interpreten
- Orchester/Chor: MDR-Rundfunkchor, Jenaer Philharmonie, Deutsche Kammerphilharmonie Bremen, Philharmonisches Orchester Heidelberg, Norddeutsche Philharmonie Rostock, Badische Staatskapelle Karlsruhe, Philharmonisches Orchester des Staatstheaters Cottbus, junge norddeutsche philharmonie
- Dirigenten: Benjamin Goodson, Titus Engel, Mario Venzago (Chefdirigent, Berner Symphonieorchester), Markus L. Frank (Generalmusikdirektor, Anhaltisches Theater, Dessau), Marc Niemann (Generalmusikdirektor, Stadttheater Bremerhaven), Kenneth Kiesler (USA), Manuel Nawri, (Berlin), Barbara Rucha (Leipzig), Gabriel Venzago (Landestheater Salzburg), Kiril Stankow (Staatstheater Kassel), Bruno Mantovani
- Ensembles: Schola Heidelberg, KlangForum Heidelberg, ensemble recherche, earplay ensemble (USA), Zafraan Ensemble Francois-Green duo, Susan und Sarah Wang - Klavierduo und dissonArt ensemble
- Solisten: Salome Kammer, Lini Gong, Gabriele Rossmanith, Frank Dupree, Alice Lackner, Fabian Müller, Diana Tishchenko, Eduard Brunner, Can Çakmur und Simone Drescher

## Werke (Auswahl)

### Szenische Werke
- Dead End for Cornelius R. - Oper in X Stationen; Libretto: Sarah Grahneis, für 9 Solisten, 1 Schauspieler, Kammerchor und Orchester; 2018/19; Dauer ca. 90 Minuten
- Am Grund gibt es keinen Grund nach dem Grund zu fragen - Musiktheater in VII Phasen; Libretto: Fanny Sorgo, für 4 Solisten, Fl. Ob. Kl. Hn. Trp. Pos. Tuba. Perc. Vl. Vl. Vla. Vc. Kb. 2018; Dauer ca. 40 Minuten
- minibar - sitcom opera in 21 episode; Libretto: Änne-Marthe Kühn, für 7 Sänger, Fl. Kl. Sax. Perc. Klav. Akk. 2 Vl. Vc. Kb. 2015/2019; Dauer ca. 50 Minuten
- Eine Kluge Else - Musiktheater in zwei Bildern; Libretto: Sven Daigger/ Lea Fink, für 3 Sänger, 1 Schauspieler, Fl. Kl. Trp. Pos. 3 Perc. Klav. Akk. Vc. Kb. 2012; Dauer ca. 50 Minuten

### Werke für Orchester bzw. Solisten mit Orchester
- Meeresbrandung - für Orchester; 2015 Dauer ca. 7 Minuten
- hike - für Orchester; 2011/12; Dauer ca. 10 Minuten

- Meeresbrandung - für Sopran und Orchester; 2015; Dauer ca. 10 Minuten
- drive - für zwei Klaviere und Orchester; 2013/14; Dauer ca. 15 Minuten
- Stück - für Orgel und Kammerensemble; 2008/09; Dauer 20 Minuten

### Werke mit Stimme
- Abfertigung - für Mezzosopran und Klavier; Text: Arno Holz; 2021 Dauer ca. 4 Minuten
- Vereinsamt - für Mezzosopran, Klavier und elektronische Zuspielung; Text: Friedrich Nietzsche; 2020 Dauer ca. 11 Minuten
- Windgespräch - für Sopran, Klavier und elektronischer Zuspielung; Text: Christian Morgenstern; 2013/14; Dauer ca. 3,5’ Minuten

### Werke für Ensemble
- surf - in six waves - für Fl. Kl. Sax. Perc. Klav. Akk. 2 Vl. Vc. Kb.; 2016/17; Dauer ca. 18 Minuten
- stop and go - für Violine, Violoncello und Klavier 2016; Dauer ca. 8 Minuten
- …und ab dafür… - für Klarinette, Violoncello und Klavier; 2016; Dauer ca. 9 Minuten
- Cays - für 2 Violinen und Klavier; 2016; Dauer ca. 8 Minuten
- Strom - für Flöte, Klarinette, Violoncello und Klavier; 2011; Dauer ca. 13 Minuten
- Road Trip - for two Pianists 2011; Dauer ca. 12 Minuten

### Werke für Soloinstrumente
- voltage - für Violine; 2019/20; Dauer ca. 6 Minuten
- track - in IV Phasen - für Klavier; 2014/15 Dauer ca. 12 Minuten
- sides - für Akkordeon; 2014; Dauer ca. 8 Minuten
- painkiller - für Klavier; 2011/12; Dauer ca. 8 Minuten
- move - für Violoncello 2011; Dauer ca. 7 Minuten
- Aus - für mechanische Orgel; 2009; Dauer ca. 5 Minuten

## Diskographie
- 2021: Lackner, Alice; Lichtwark, Imke; „Ernsthaft?! Witz und Wahn in Liedern von Zemlinsky, Schönberg und Daigger“, Leipzig: GENUIN; Deutschlandfunk
- 2014: Daigger, Sven (2014): Windgespräch: Ein Projekt des Marcel Duchamp Forschungszentrums Schwerin und der KMD – Kunsthalle Marcel Duchamp
- 2012: Susan & Sarah Wang – Piano Duo (2012) American Crossings, Barber / Bolcom / Daigger / Gershwin, Rostock: CASTIGO

## Schriften
- 2017/18: Daigger, Sven, Petri-Preis, Axel (2019): Arvo Pärt Tabula rasa, Materialien zur Musikvermittlung, Wien: Universal Edition
- 2018: Banz, Stefan (ED) (2018): Louis Michel Eilshemius: Six musical moods, Im Augenblick: Die Musik von Louis Michel Eilshemius, Wien: Verlag für Moderne Kunst